# Les Martres-d’Artière
Les Martres-d’Artière – miejscowość i gmina we Francji, w regionie Owernia-Rodan-Alpy, w departamencie Puy-de-Dôme.
Według danych na rok 1990 gminę zamieszkiwało 1206 osób, a gęstość zaludnienia wynosiła 81 osób/km² (wśród 1310 gmin Owernii Les Martres-d’Artière plasuje się na 181. miejscu pod względem liczby ludności, natomiast pod względem powierzchni na miejscu 631.).